# Torsten Kumfeldt
Torsten Kumfeldt (ur. 4 stycznia 1886 w Örebro, zm. 2 maja 1966 w Sztokholmie) – szwedzki waterpolista, medalista igrzysk olimpijskich.
Wraz z drużyną zdobył srebrny medal w turnieju piłki wodnej podczas Igrzysk Olimpijskich 1912 w Sztokholmie oraz dwa brązowe medale olimpijski w 1908 i 1920. Reprezentował sztokholmski klub sportowy Stockholms KK.
Brał także udział w wyścigu pływackim na 200 metrów stylem klasycznym na igrzyskach olimpijskich 1908.